# 趙鏓
趙鏓（15世紀—16世紀），字公爵，江西南昌府進賢縣七都人，明朝政治人物。

## 生平
趙鏓是成化十三年（1477年）的舉人，十四年（1478年）會試中副榜，授滕縣教諭，教學清正，改任濬縣，不休地教育士子，也不收受私禮，發現生員死後無法殮葬總會出資協助，秩滿時行李蕭然；不久升任南京國子監博士，更加保持操守和廉介，擢官壽王府右長史，未就任就已去世。

## 引用
1. 1 2  康熙《進賢縣志·卷十四·人物志一》：趙鏓，字廷用，七都人，自幼穎敏，補郡庠生，成化丁酉領江西鄉試，春闈乙榜，授山東滕縣教諭，清介自持，復補濬縣，啟迪生徒寒暑不輟，凡束脩私禮一無所受，每遇生員貧不能以葬者輒出餘俸以助之。秩滿囊橐蕭然，尋陞南京國子監博士，持守益堅、廉介著聞，擢壽府右長史，不仕而卒。